# 郷野三郎
郷野 三郎（ごうの さぶろう）は日本の男性声優。主にアダルトゲーム、アダルトアニメに声をあてている。

## 出演作品

### アダルトゲーム
- 真・夜勤病棟（比良坂竜二）

### アダルトアニメ
- 夜勤病棟（比良坂竜二[1]）
- 夜勤病棟・参（空[2]）
- パンチラティーチャー（宇追広史[3]）